# Latif Ahmadi
Abdul Latif Ahmadi (Kabul, 1950) è un regista cinematografico afghano presidente della Afghan Film, compagnia di produzione cinematografica nazionale in Afghanistan.

## Filmografia parziale

### Regista
- Inqilabi Sawr (1978)
- Akhtar the Clown (1981)
- Love Epic (1986)
- Gomashta (1992)
- What We Left Unfinished (2016)
- Hamaseh ishq (2019)